# Меньян, Леопольд
Леопольд Меньян (фр. Leopold Meignen; 1793 — 1873) — американский дирижёр и композитор французского происхождения.
Был мобилизован в армию Наполеона и служил дирижёром военного оркестра, в том числе во время российской кампании 1812 года. По окончании войны учился в Парижской консерватории. В 1828 году эмигрировал в США и обосновался в Филадельфии, где с начала 1830-х гг. выступал как дирижёр, в 1846—1857 гг. руководитель городского оркестра, во главе которого, в частности, впервые в Филадельфии исполнил Первую и Третью симфонии Людвига ван Бетховена. В 1845 г. исполнил с оркестром собственную программную симфонию «Сон солдата» (англ. The Soldier's Dream), которая, как отмечает современный исследователь, стояла особняком на фоне эпигонской, в целом, продукции тогдашних американских авторов; можно предположить, что эта работа повлияла и на дальнейшие опыты в области программного симфонизма, предпринятые Уильямом Генри Фраем, учившимся у Меньяна и рецензировавшим в городской газете это произведение. Среди наиболее известных позднейших произведений Меньяна — оратория «Потоп» на собственный текст, Большая месса для хора с органом и оркестром. Меньян составил сборник псалмов «Cantus ecclesiae» (1860), снабдив его собственными инструкциями для исполнителей, выпустил учебное пособие по основам восприятия музыки (англ. The Music Reader; or, The practice and principles of the art, especially adapted to vocal music; 1860, в соавторстве с У. Кейзом, ряд переизданий).